# Фуентебуреба
Фуентебуреба (ісп. Fuentebureba) — муніципалітет в Іспанії, у складі автономної спільноти Кастилія-і-Леон, у провінції Бургос. Населення — 49 осіб (2010).
Муніципалітет розташований на відстані близько 250 км на північ від Мадрида, 48 км на північний схід від Бургоса.
На території муніципалітету розташовані такі населені пункти: (дані про населення за 2010 рік)
- Кальсада-де-Буреба: 23 особи
- Фуентебуреба: 26 осіб

## Демографія
Динаміка населення (INE ):